# کیندر بوینو
کیندر بوینو (انگلیسی: Kinder Bueno) (Kinder به زبان آلمانی به معنای «کودکان» است، bueno به معنای «خوب» در اسپانیایی است) یک شکلات تخته‌ای و شیرینی ویفری است که توسط کارخانه شیرینی‌سازی ایتالیایی فریرو ساخته شده‌است. کیندر بوینو که بخشی از خط برند شکلات کیندر است، ویفری پرشده از خامه فندقی پوشیده شده از شکلات شیری و شکلات تلخ است.
کیندر بوینو در سال ۱۹۹۰ راه اندازی شد و در ۶۰ کشور در دسترس است. در بسته‌های دو، سه، شش و جعبه‌های دوازده تایی فروخته می‌شود.

## تولید
کیندر بوینو در کارخانه‌های فرانسه و ورشو لهستان ساخته می‌شود. از سال ۲۰۲۲، یک مرکز تولید جدید برای بازار آمریکای شمالی در بلومینگتون، ایلینوی در حال ساخت است.